# Combat du Bourgneuf
Chouannerie
Le combat du Bourgneuf est un combat de la Révolution française qui opposa Chouans et Républicains en mai 1796.

## La bataille
Le Chevalier de Châteauneuf avait été nommé commandant de la colonne du Bas-Maine par le général Marie Paul de Scépeaux de Bois-Guignot. Son autorité n'était toutefois pas totalement reconnue car les quatre paroisses qui composaient la colonne combattaient aussi bien avec les troupes de Scépeaux et de l'armée du Maine, qu'avec les troupes de Toussaint du Breil de Pontbriand  et l'armée de Rennes et Fougères. À ce moment les paroisses de Bourgon et de La Croixille reconnaissaient Pontbriand comme commandant. Châteauneuf ordonna donc un rassemblement et une vingtaine d'hommes de Saint-Ouën-des-Toits et environ 80 hommes du Bourgneuf-la-Forêt, commandés par le capitaine Julien Delière se présentèrent au rendez-vous.  
Châteauneuf mena ensuite sa troupe jusqu'à une pièce de terre entourée de fossés assez élevés et eut l'imprudence de ne pas poster de sentinelles. Par cette faute les chouans furent surpris par une colonne mobile de 600 hommes, commandée par l'adjudant général Jean-Daniel Œhlert, qui les avait déjà encerclés. Les chouans se défendirent comme ils purent mais furent submergés, Châteauneuf fut tué lors du combat, ainsi que le capitaine Delière et 65 hommes, les autres parvinrent toutefois à effectuer une percée et purent s'enfuir. Les républicains avaient de leur côté eu 36 tués. La compagnie Bourgneuf-la-Forêt avait été presque détruite et la colonne du Bas-Maine en fut considérablement affaiblie. 

### Note
1. ↑  Pontbriand le nomme Royer dit le Grand-Pierrot